# Контролен списък за достъп
Контролен списък за достъп (на английски: Access control list, съкратено ACL) в телекомуникационните мрежи означава списък за контрол на достъпа. ACL е набор от правила, указващи какви ограничения да бъдат налагани върху трафика, преминаващ през дадено устройство. Обикновено ACL се слага на порт на устройство, като се избира кой трафик, преминаващ през порта, да ограничава контролният списък за достъп – входящия или изходящия. Различните производители на устройства използват различен формат на изписване на ACL. Мрежовият администратор може да въвежда ACL през текстов интерфейс, а може да се въвежда и през уеб интерфейс. Например следният ACL е в Cisco формат:
```
permit tcp host 10.0.0.2 any eq 80

deny ip host 10.0.0.2 192.168.0.0 0.0.0.255

permit ip any any

```

ACL е приложен на входа на порт на комутатор. Правилата се прилагат ред по ред от горе надолу. Първият ред разрешава на устройството с IP адрес 10.0.0.2 достъп до TCP порт 80 на произволни адреси. Вторият ред забранява достъпа на устройството с адрес 10.0.0.2 до мрежа 192.168.0.0/24. Третият ред позволява всякакъв друг трафик.